# Jüdischer Friedhof Rossau

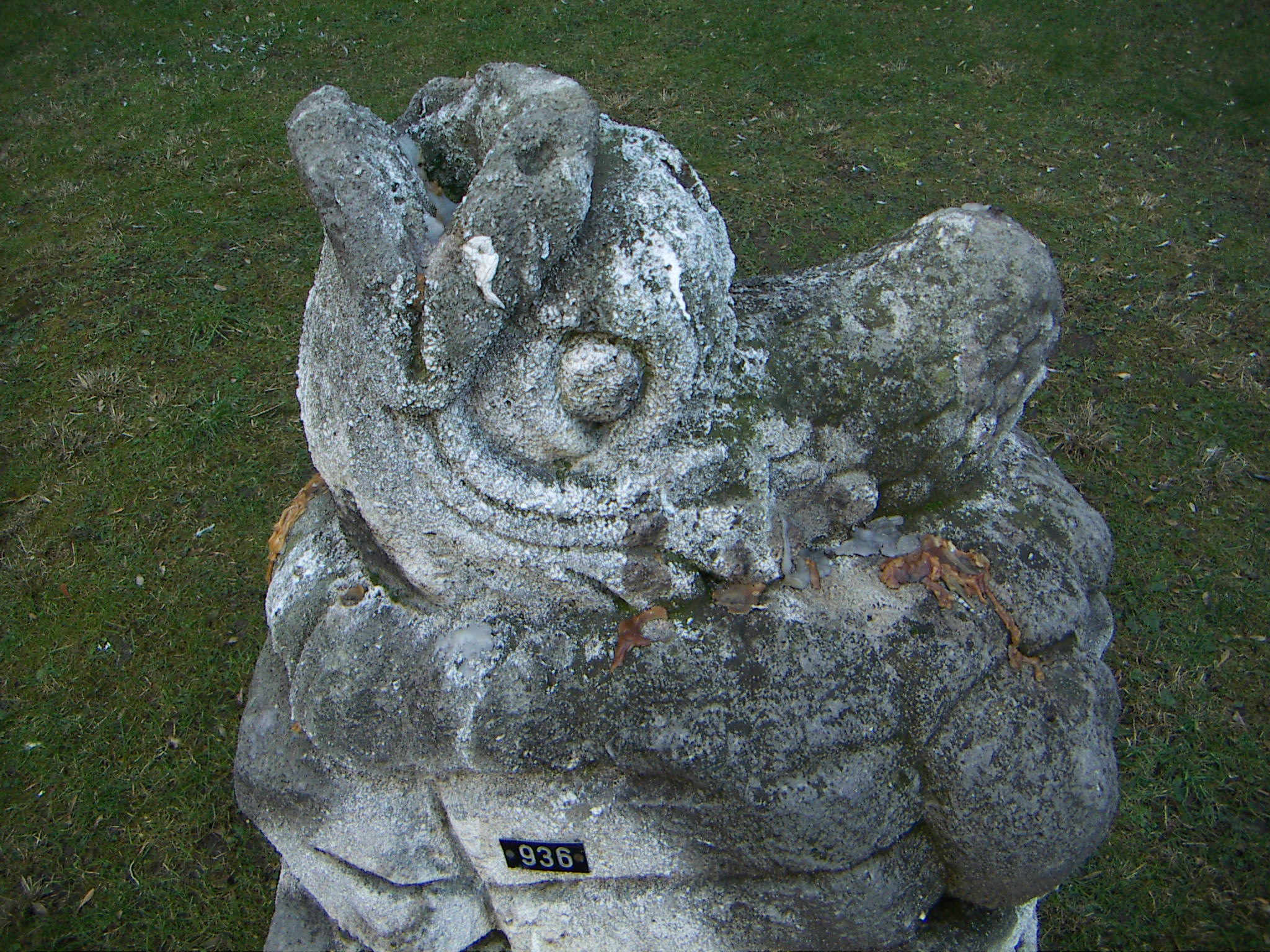
Simeon und der Sprechende Fisch

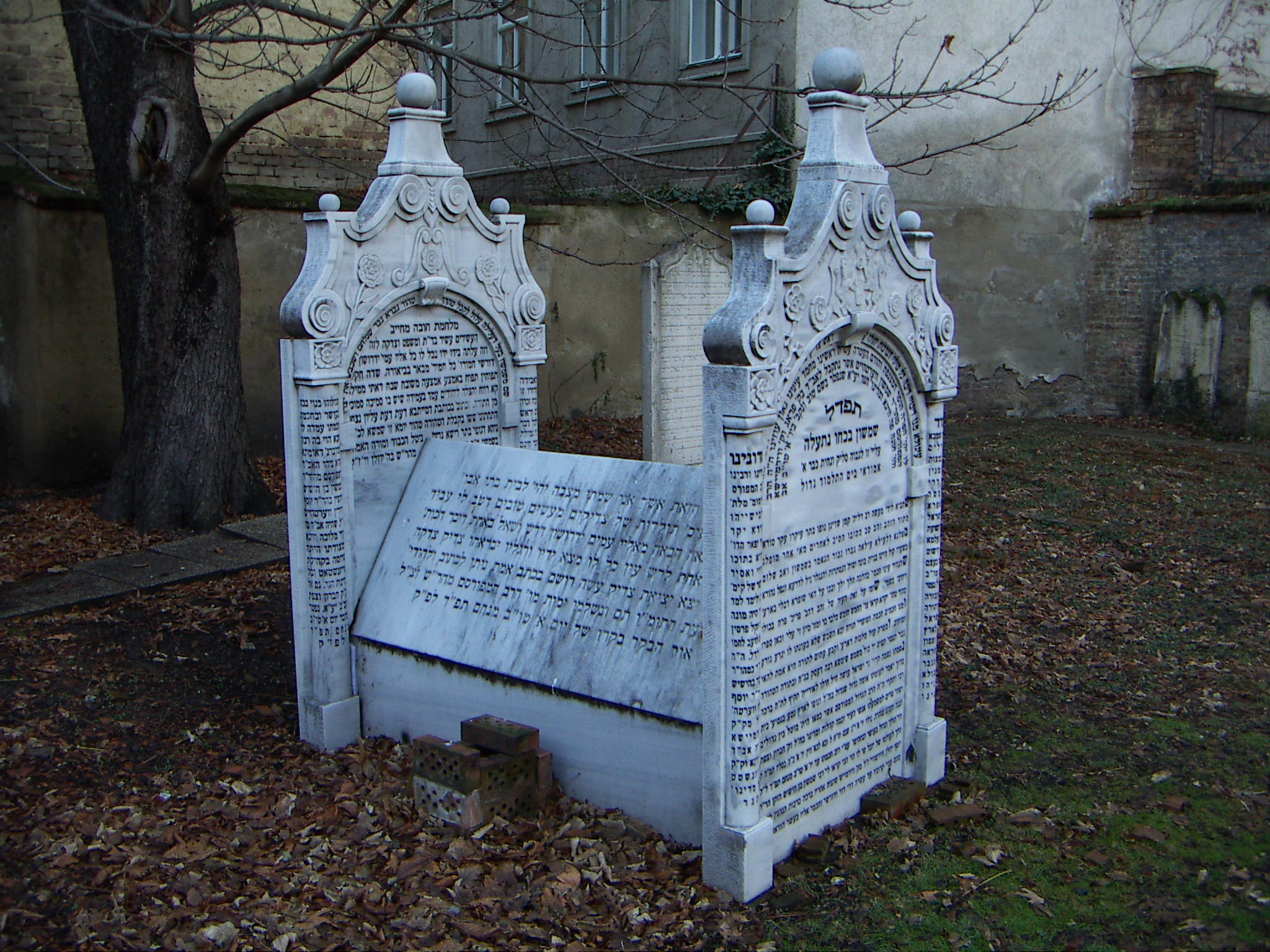
Grab von Samson Wertheimer

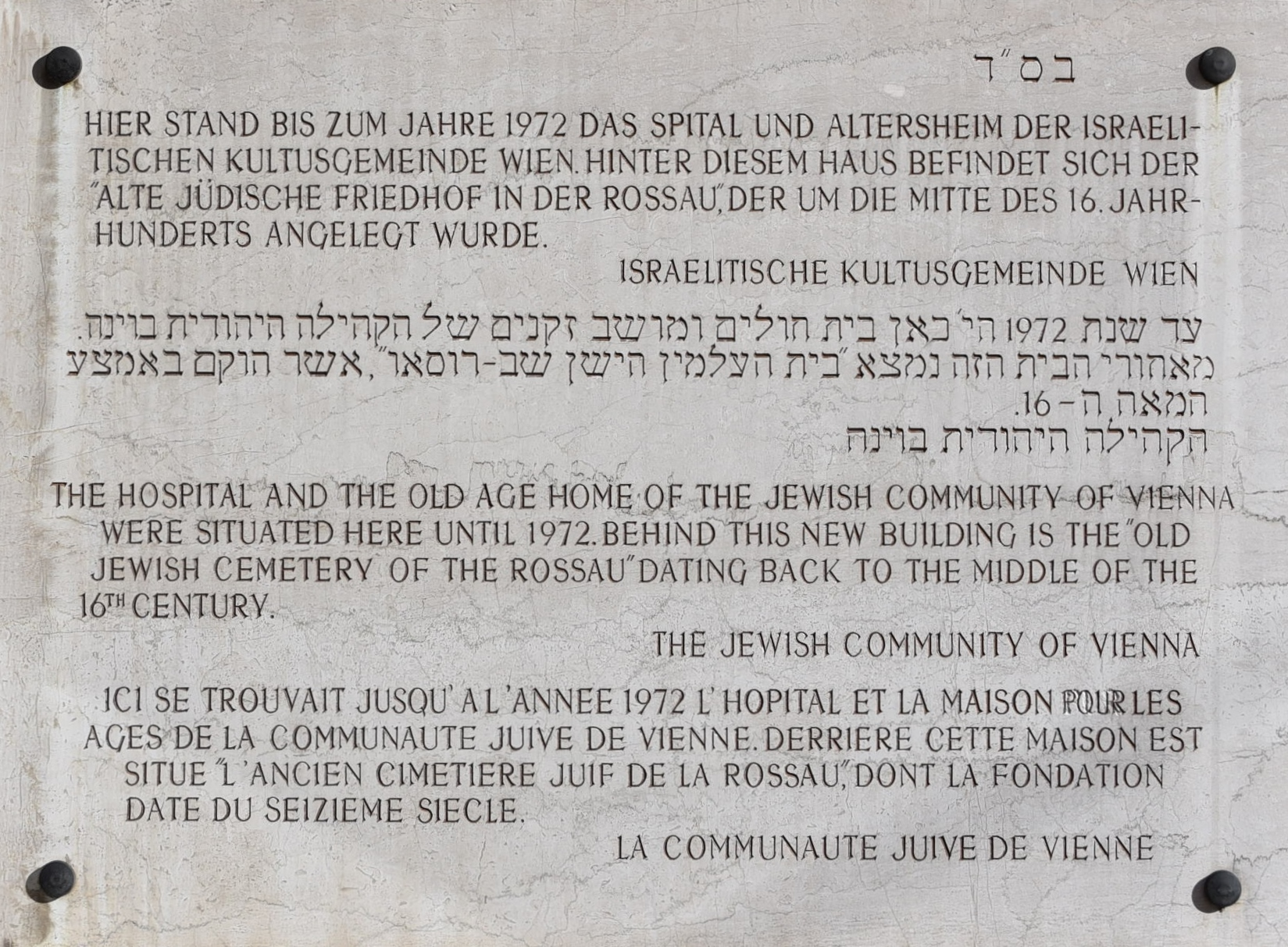
Gedenktafel für das Spital und Altersheim, das sich ursprünglich in der Seegasse 9 befand

Der Jüdische Friedhof Rossau, aufgrund seiner Lage auch Jüdischer Friedhof Seegasse genannt, ist der älteste erhaltene Friedhof in Wien. Hier wurden zwischen 1540 und 1783 die Mitglieder der jüdischen Gemeinde begraben.

## Lage
Der jüdische Friedhof liegt im Bezirksteil Rossau des 9. Wiener Gemeindebezirks, Alsergrund, und umfasst eine Fläche von etwa 2.000 m². Zugänglich ist er über das heutige Pensionisten-Wohnhaus in der Seegasse 9–11, in dessen Hof er sich befindet. Anstelle des Pensionisten-Wohnhauses stand früher ein jüdisches Siechenhaus. Die Seegasse hieß 1629 Gassel allwo der Juden Grabstätte, ab 1778 Judengasse, ab 1862 Seegasse nach einem ehemals hier befindlichen, 1415 als See urkundlich erwähnten Fischteich. (Der Name Judengasse blieb nun, um Verwechslungen von Gassen zu vermeiden, der seit Jahrhunderten so benannten Verkehrsfläche im 1. Bezirk vorbehalten, die bis heute so heißt.)

## Geschichte
Der Jüdische Friedhof in der Seegasse wurde im 16. Jahrhundert angelegt. Zwischen 1540 und 1783 diente er als Hauptbegräbnisstätte der Mitglieder der jüdischen Gemeinde. Als es 1670 zu einem Pogrom gegen die Wiener Juden kam (auch 2. Wiener Gesera genannt), hinterlegte der jüdische Kaufmann Koppel Fränkel 4000 Gulden, worauf hin sich die Stadt verpflichtete, den jüdischen Friedhof zu erhalten. Der jüdische Friedhof wurde in der Folge bis 1783 weiter als Begräbnisstätte genutzt. 1703 wurde Samuel Oppenheimer hier beigesetzt, zu seiner Zeit einer der wichtigsten Kreditgeber Österreichs, 1724 der Religionsgelehrte und Finanzier Samson Wertheimer.
1783 verbot Joseph II. die Nutzung von Friedhöfen innerhalb des Linienwalls. Für die Jüdische Gemeinde wurde stattdessen ein neuer Friedhof außerhalb des Linienwalls im Vorort Währing angelegt, der Jüdische Friedhof Währing. Aufgrund der jüdischen Religionsgesetze blieb der Friedhof in der Seegasse unangetastet, während christliche Friedhöfe aufgelöst und verbaut wurden. 1784 wurden Teile des Friedhofs durch ein Donauhochwasser zerstört.
Als die NS-Behörden im Jänner 1941 beschlossen, den Friedhof zu schleifen und die Fläche zu verbauen, entfernten jüdische Zwangsarbeiter im Auftrag des NS-Regimes einen Teil der Grabsteine und vergruben sie am Wiener Zentralfriedhof. In den 1980er Jahren wurden 280 der ursprünglich 931 Grabsteine dort entdeckt und nach den von Bernhard Wachstein in den 1910er Jahren erstellten Bestandsplänen am ursprünglichen Ort aufgestellt. Am 2. September 1984 wurde der Friedhof neu eingeweiht. Seit dem Jahr 2008 wird der Friedhof in einer Kooperation von Israelitischer Kultusgemeinde Wien, Bundesdenkmalamt und Wiener Stadtverwaltung restauriert. Bis 2012 wurden so etwa 50 Grabsteine wiederhergestellt. Bei diesen Arbeiten zeigte sich, dass einige Grabsteine in der NS-Zeit auch auf dem Friedhof Seegasse selbst vergraben wurden, wo sie nun freigelegt werden.
Die Inschriften der Grabsteine sind ausschließlich in Hebräisch gehalten.